# Anna Vikman
Ingrid Anna Kristina Vikman  (* 13. Januar 1981 in Överkalix) ist eine ehemalige schwedische Eishockeyspielerin.
Bei den Olympischen Winterspielen 2002 in Salt Lake City gewann sie mit der schwedischen Nationalmannschaft die Bronzemedaille, vier Jahre später bei den Winterspielen in Turin die Silbermedaille. Insgesamt absolvierte sie 115 Länderspiele für Schweden, in denen sie zwölf Tore erzielte.

## Erfolge und Auszeichnungen
- 2002 Bronzemedaille bei den Olympischen Winterspielen
- 2005 Bronzemedaille bei der Weltmeisterschaft
- 2006 Silbermedaille bei den Olympischen Winterspielen

## Karrierestatistik

### International
(Legende zur Spielerstatistik: Sp oder GP = absolvierte Spiele; T oder G = erzielte Tore; V oder A = erzielte Assists; Pkt oder Pts = erzielte Scorerpunkte; SM oder PIM = erhaltene Strafminuten; +/− = Plus/Minus-Bilanz; PP = erzielte Überzahltore; SH = erzielte Unterzahltore; GW = erzielte Siegtore; 1 Play-downs/Relegation; Kursiv: Statistik nicht vollständig)